# Escultura al ingeniero Enrique Lafuente
L'escultura urbana coneguda pel nom Ingeniero Enrique Lafuente, ubicada a un xicotet espai enjardinat situat vora l'autopista A-8, que uneix Oviedo amb Gijón i Avilés, a la ciutat d'Oviedo (Principat d'Astúries, Espanya), és una de les més d'un centenar que adornen els carrers de la ciutat.
El paisatge urbà d'aquesta ciutat està adornat per obres escultòriques, generalment monuments commemoratius dedicats a personatges d'especial rellevància en un primer moment, i més purament artístiques des de finals del segle xx.
L'escultura és un bloc de pedra gros i irregular, amb una placa de metall cap al mig. No hi ha dades sobre l'autoria ni de la data d'inauguració. Sí que se sap que amb aquesta obra l'Ajuntament homenatja l'enginyer Enrique Lafuente Gutiérrez, que amb el seu esforç va facilitar la construcció de l'autopista, també anomenada autopista "Y".